# Kaimū
Kaimū est une ville fantôme des États-Unis située dans le district de Puna, à Hawaï.

## Géographie
Kaimū est située aux États-Unis, dans le Sud-Est de l'archipel, de l'île et de l'État d'Hawaï. Administrativement, elle se trouve dans le district de Puna du comté d'Hawaï. Kaimū est une populated place, un lieu habité non incorporé ne faisant partie d'aucune place. Par conséquent, Kaimū n'a aucune frontière administrative du point de vue du droit américain bien qu'elle en ait une selon la tradition hawaïenne.
La ville s'étend au pied du Kīlauea, à l'est de son sommet, le long du littoral de l'océan Pacifique, au sud de Hilo, la plus grande ville de l'île. Son altitude moyenne officielle est de 24 mètres. Elle est accessible via les routes 130 et 137.

## Histoire
Kaimū est partiellement détruite par des coulées de lave du Puʻu ʻŌʻō de fin août à début septembre 1990, la localité voisine de Kalapana étant quant à elle entièrement recouverte par la lave. Elle était réputée pour  sa grande plage de sable noir, disparue depuis l'arrivée de la coulée de lave.